# Altice USA
Altice USA (anciennement Cablevision) est le quatrième câblo-opérateur américain, détenu par l'homme d'affaires franco-israélien Patrick Drahi, présent dans une vingtaine d'États américains, dont celui de New York sous la marque commerciale Optimum. Le groupe est né du rachat fin 2015 et en 2016 pour un total de 26,7 milliards de dollars des câblo-opérateurs américains Suddenlink Communications (en) et Cablevision, fondé en 1973 par Charles Dolan.
Altice USA, coté à la bourse de New-York depuis juin 2017 et dirigé par Dexter Goei (en), fournit un accès à internet et à la télévision par câble à un total de 4,9 millions de clients, sur 8,2 millions de prises installées au 31 décembre 2015. Le chiffre d'affaires cumulé des deux opérateurs s'élève à 8,9 milliards de dollars avec un ARPU compris entre 130 et 156 dollars.

## Historique

Logo de Cablevision (1986-2016)

En mai 2015, Altice met sur la table une somme de 9 milliards de dollars pour acquérir 70 % de Suddenlink, le septième câblo-opérateur américain. Le 21 décembre 2015, l’acquisition de 70 % de Suddenlink Communications est finalisée.
Le 17 septembre 2015, le groupe Altice annonce son intention d'acquérir Cablevision à la famille Dolan pour 17,7 milliards de dollars (15,7 milliards d'euros), dette comprise. L'accord est accepté par la FCC le 3 mai 2016 et après l'approbation par les différents régulateurs régionaux, finalisé le 21 juin 2016. Le nom Cablevision est retiré, l'entreprise s'appelant désormais Altice USA. Optimum reste la marque de l'entreprise pour les clients.
Le 22 juin 2017, Altice USA rentre avec succès en bourse au New York Stock Exchange (NYSE) au prix de 31,60 dollars, soit 5,33 % de plus que le prix d'introduction de 30 dollars arrêté la veille.
Le 18 septembre 2017, Disney Media Networks et Altice USA négocient difficilement la prolongation du contrat de diffusion devant s'arrêter au 30 septembre avec une menace de coupures, Disney souhaitant ajouter SEC Network et ACC Network aux abonnés de New York,. Le 1er octobre 2017, Disney et Altice USA sont parvenus à un accord préliminaire pour éviter la coupure des chaînes ABC, Disney et ESPN sur le réseau d'Altice,,.
Début septembre 2019, Altice lance son propre réseau mobile aux États-Unis en s'appuyant sur ses propres infrastructures,.

## Organisation
Avant l'acquisition par Altice, le conseil d'administration de Cablevision était composé de : Charles Dolan, James Dolan, Patrick Dolan, Rand Araskog (en), Frank Biondi (en), Charles Ferris (en), Richard Hochman, Victor Oristano, Thomas Reifenheiser, John R. Ryan (en), Brian Sweeney, Vincent Tese, Leonard Tow.
En 2006, la famille Dolan annonce un plan pour acheter l'entreprise et la privatiser, après une tentative échouée en 2005, qui aurait généré Rainbow Media en tant que société cotée en bourse.
Le 2 mai 2007, après des tentatives répétées, la famille Dolan annonce qu'un accord d'une valeur de 10,6 milliards de dollars a été atteint pour que Cablevision soit privatisé, mais aucun accord n'a été conclu avec d'autres actionnaires. Les actions de Cablevision se négociait alors sous le symbole CVC au New York Stock Exchange.

## Actionnaires
Liste des principaux actionnaires au 6 juillet 2023.
| Next Private B.V. (Patrick Drahi) | 12,3% |
| The Vanguard Group                | 8,15% |
| Clarkson Capital Partners LLC     | 5,82% |
| Dexter Goei                       | 3,44% |
| TPG Group Holdings Inc.           | 3,06% |
| Marshall Wace LLP                 | 2,83% |
| Boundary Creek Advisors           | 2,38% |
| Famille Drahi                     | 2,34% |
| Redwood Capital Management LLC    | 2,25% |
| Fidelity Management & Research    | 1,90% |

## Activités

### Câble
- Optimum Online : un service d'accès à internet par DOCSIS
- Optimum Voice : un service téléphonique VoIP
- Optimum TV (anciennement iO digital cable) : un service de télévision par câble

### Médias
- News 12 Networks (chaînes d'information en continu)
- Newsday et AM New York (journaux régionaux)

### Anciennes activités
- The Madison Square Garden Company
- Rainbow Media
- SportsChannel (en)
- FSN Bay Area et FSN New England
- The Wiz (en)
- Clearview Cinemas (en)
- Optimum West (en)